# バレーボールチリ男子代表
バレーボールチリ男子代表は、バレーボールの国際大会で編成されるチリの男子バレーボールナショナルチームである。

## 歴史
1959年に国際バレーボール連盟へ加盟。初出場の第2回大会の1956年南米選手権と第3回大会では出場国中最下位であったが、第4回大会の1961年南米選手権でチーム最高位となる準優勝を飾った。1980年代以降、ブラジル、アルゼンチン、ベネズエラの3強体制になってからも中堅国として健闘し、3国以外で南米選手権の表彰台に立ったのはこの30年間で未だにチリだけである。
世界選手権には1982年大会に、ワールドカップへは1991年大会に初出場を果しているが、オリンピックへの出場経験はない。

## 過去の成績

### オリンピックの成績
- 2004年 - 南米予選敗退
- 2008年 - 南米予選敗退
- 2012年 - 南米予選敗退
- 2016年 -

### 世界選手権の成績
- 1982年 - 23位
- 2002年 - 南米予選敗退
- 2010年 - 南米予選敗退
- 2014年 - 南米予選敗退

### ワールドカップの成績
- 1991年 - 12位

### 南米選手権の成績
| - 1956年 - 5位 - 1958年 - 5位 - 1961年 - 準優勝 - 1962年 - 5位 - 1967年 - 3位 - 1969年 - 4位 - 1971年 - 4位 - 1973年 - 4位 | - 1975年 - 6位 - 1979年 - 4位 - 1981年 - 3位 - 1983年 - 3位 - 1987年 - 5位 - 1991年 - 5位 - 1993年 - 3位 - 1995年 - 4位 | - 1997年 - 6位 - 1999年 - 6位 - 2001年 - 6位 - 2003年 - 4位 - 2005年 - 5位 - 2007年 - 4位 - 2009年 - 5位 |  |